# Lilia Shobukhova
Lilia Shobukhova (Rusia, 13 de noviembre de 1977) es una atleta rusa especializada en la prueba de 5000 m, en la que ha logrado ser subcampeona europea en 2006.

## Carrera deportiva
En el Campeonato Europeo de Atletismo de 2006 ganó la medalla de plata en los 5000 m, con un tiempo de 14:56.57 segundos, llegando a meta tras la española Marta Domínguez y por delante de la turca Elvan Abeylegesse (bronce). Ganó el maratón de Londres del año 2010.